# Erwin Piscator
Erwin Piscator, född 17 december 1893 i Ulm, Lahn-Dill-Kreis, död 30 mars 1966 i Starnberg, var en tysk teaterchef, regissör och skådespelarlärare.

## Liv och verk
Erwin Piscator var lärjunge till den expressionistiske nydanaren Max Reinhardt. Han var verksam i Berlin åren 1919-1931. Hans uppsättningar präglades av experimentell fantasi med utnyttjande av foto- och filmprojektorer. Han förespråkade en folkteateridé och strävade efter att bredda teaterns sociala räckvidd. Piscators arbete om politisk teater, Den politiska teatern (1929) brändes av nationalsocialister under bokbålen runt om i Nazityskland 1933. Senare samma år fick han yrkesförbud av teatersektorn inom Reichskulturkammer. Han var därefter verksam en tid i Moskva. Han hade ägnat sig något åt film tidigare också, han hade till exempel skrivit manus till Gewitter über Gottland (1927) och regisserat Hoppla, vi lever! av Ernst Toller samma år. I Sovjetunionen gjorde han nu Vosstanije rybakov (1934). Senare bodde han och verkade i Paris och New York och från 1951 åter i Tyskland. Han gjorde även gästspel i Sverige, till exempel Göteborg 1954-1955 och Uppsala 1957. Från 1962 var Erwin Piscator chef för Freie Volksbühne i Västberlin, då av många ansedd som en av Tysklands främsta scener. Piscator myntade begreppet episk teater.